# Ernest Muçi
Ernest Muçi (ur. 19 marca 2001 w Tiranie) – albański piłkarz, występujący na pozycji pomocnika, w tureckim klubie Beşiktaş oraz w reprezentacji Albanii. Uczestnik Mistrzostw Europy 2024.

## Kariera klubowa

### Wczesna kariera
Rozpoczął piłkarską karierę w lokalnym klubie Dinamo Tirana w wieku 15 lat, zanim przeniósł się do rywali z miasta i drużyny, której kibicował dorastając, KF Tirana. Debiut w Tiranie zaliczył jako 16-latek 28 stycznia 2018 r. w wygranym 3:0 meczu Kategoria e Parë przeciwko Shkumbini, wchodząc w 56. minucie jako zmiennik Bedri Greca. Swojego pierwszego seniorskiego gola strzelił 3 marca 2018 r. w wygranym 4:1 meczu z Shënkolli, wchodząc w 62. minucie jako zmiennik Alkeda Çelhaki i strzelając w 78. minucie na 4:0 dla Tirany. Jeszcze w tym samym miesiącu, krótko po swoich 17. urodzinach, strzelił dwa gole w wygranym 5:1 meczu z Apolonią. Rozegrał 11 meczów, w tym 6 od początku, i strzelił 3 gole, gdy Tirana wygrała rozgrywki Kategoria e Parë 2017/2018  i awansowała do Kategoria Superiore.

### Legia Warszawa
23 lutego 2021 roku Muçi podpisał kontrakt z polskim klubem Legia Warszawa. Zadebiutował 27 lutego przeciwko Górnikowi Zabrze (2:1). W swoim pierwszym sezonie w klubie zdobył mistrzostwo Polski. Pierwszego gola strzelił 27 sierpnia, na inaugurację sezonu 2021/2022 przeciwko Wiśle Płock (1:0). W sezonie 2022/2023 zdobył Puchar Polski, a 15 lipca 2023 Superpuchar Polski. 21 września 2023 zdobył dwa gole w wygranym 3:2 meczu pierwszej kolejki fazy grupowej Ligi Konferencji Europy UEFA przeciwko faworyzowanej Aston Villi, dzięki czemu został nominowany do nagrody dla najlepszego piłkarza kolejki.

### Beşiktaş
10 lutego 2024 przeszedł z Legii Warszawa do Beşiktaşu za kwotę 10 mln euro podpisując trzyipółletni kontrakt, co ustanowiło rekord transferowy warszawskiego klubu. Zadebiutował 2 dni później, zremisowanym 0:0 ligowym meczem z Kayserisporem.

## Kariera reprezentacyjna
Muçi rozpoczął swoją reprezentacyjną karierę we wrześniu 2018, kiedy menedżer reprezentacji Albanii do lat 19 Erjon Bogdani powołał go na mecze towarzyskie z Islandią. Zadebiutował 8 września 2018 i strzelił jedynego gola w meczu, dając swojej drużynie zwycięstwo 1:0. 4 września 2020 roku został powołany do reprezentacji Albanii U21, gdzie zdobył bramkę przeciwko Austrii U21.
15 listopada 2021 zadebiutował w seniorskiej reprezentacji Albanii w kwalifikacjach do Mistrzostw Świata przeciwko Andorze. 17 listopada 2023 awansował ze swoim krajem na Mistrzostwa Europy 2024.

## Sukcesy

### Klubowe

#### KF Tirana
- Mistrzostwo Albanii: 2019/2020[6]

#### Legia Warszawa
- Mistrzostwo Polski: 2020/2021[6]
- Puchar Polskiː 2022/2023[6]
- Superpuchar Polski: 2023[8]